# Acacia leptocarpa
Acacia leptocarpa är en ärtväxtart som beskrevs av George Bentham. Acacia leptocarpa ingår i släktet akacior, och familjen ärtväxter. Inga underarter finns listade i Catalogue of Life.

## Bildgalleri

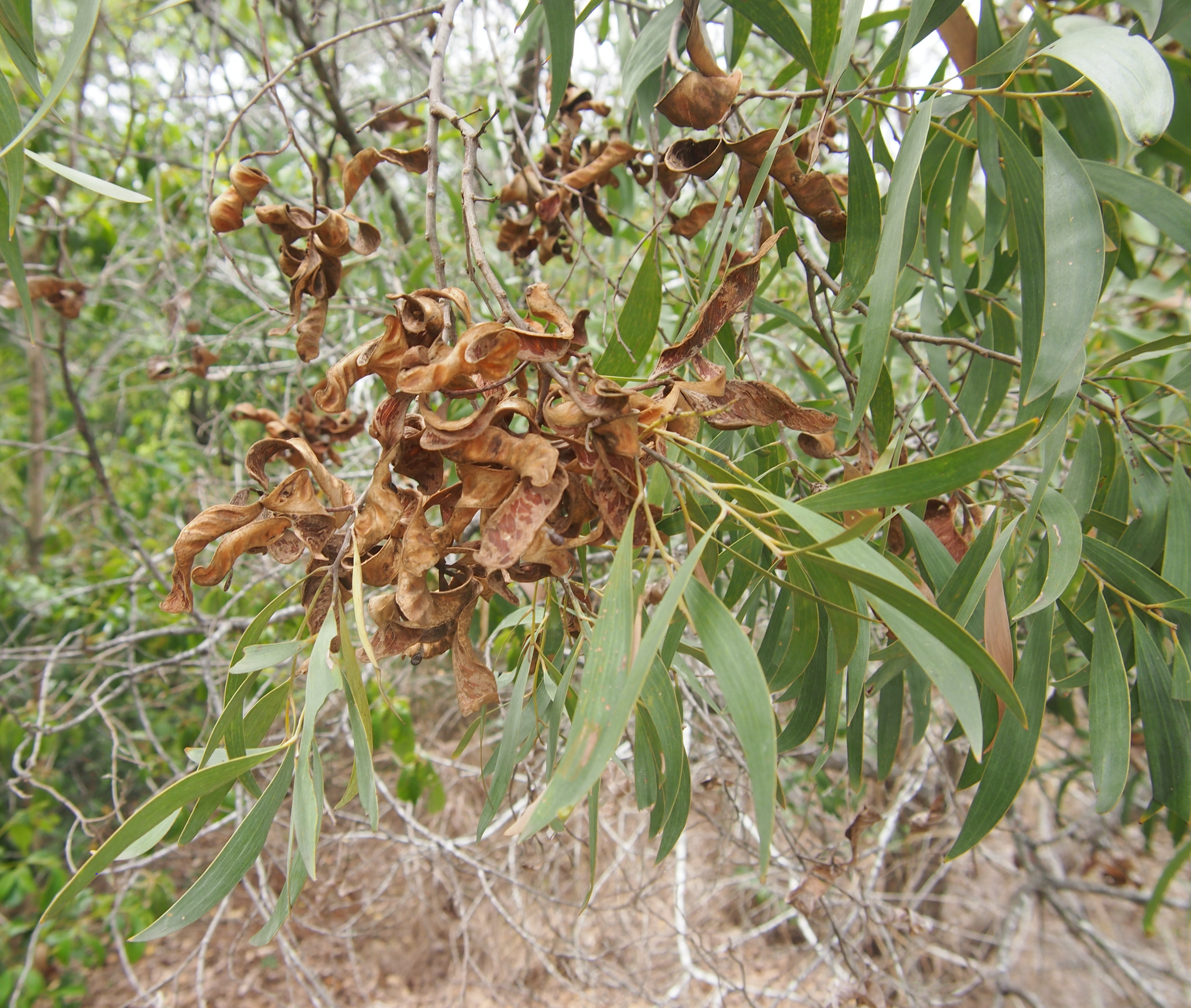